# Mesembrina respondens
Mesembrina respondens är en tvåvingeart som beskrevs av Johan August Wahlberg 1844. Mesembrina respondens ingår i släktet Mesembrina och familjen husflugor. Inga underarter finns listade i Catalogue of Life.